# フォルタレザ
フォルタレザ（Fortaleza [foht̪äˈlezɐ, fɔɦtaˈlezɐ], フォルタレーザとも表記）はブラジルのセアラー州の州都。
人口は約270万人（2021年）で、ブラジルの都市で第5番目の規模である。

## 歴史
1500年2月2日、スペインの探検家ビセンテ・ヤーニェス・ピンソンがこの地に到着し、"Santa Maria de la Consolación"と名前を付けた事から始まる。1603年にポルトガル人Pero Coelho de Souzaが、São Tiago砦を建設し、"Nova Lisboa"の居住区を創設した時より、植民地化が開始された。その後、オランダがブラジル北東部を占領し、Schoonenborch砦を築いた。オランダ人がセアラーから駆逐された時、ポルトガル人は街を、"Fortaleza de Nossa Senhora da Assunção"と再命名した。1726年、砦の町は、村に昇格した。1799年、セアラー州は、Pernambuco州から分離され、フォルタレザがその州都となった。
19世紀の間、フォルタレザは、綿産業が成長し、これによってセアラーの中心都市としての地位を確立した。欧州との直行航路が増加し、1812年、フォルタレザ税関が創設された。1824年、エクアドル連合(Confederation of the Equator)の革命家たちの目標となった。1846から1877年の間、経済発展とインフラ整備が進み、街は繁栄した。綿花が輸出され、1845年の2つの中学校と"Ceará and Mucuripe灯台"、1861年の"Santa Casa de Misericórdia de Fortaleza"、1864年の"Prainha Seminary"、1867年の図書館、1870年にはBaturité鉄道の建設とともに開始された公共交通ネットワークの建造など、様々なものが建てられた。
1870、1880年代は、奴隷解放論者と共和主義者の時代と言われている。1884年3月25日、セアラーでアフリカ系ブラジル人奴隷の解放が行われた。4年後には、ブラジルに完全に奴隷はいなくなった。文学においては、1892年に"Spiritual Bakery"が起き、ブラジル文学会に先鋭的な思想が広まった。1887年にCeará Instituteが、1894年にCeara's Academy of Lettersがそれぞれ創設された。
20世紀に入り、特に1910年代、フォルタレザは都市化し、地方から人が流入し、ブラジルで人口が7番目の都市となった。1922年、"Messejana"と"Parangaba"と合併して、人口が10万人に達した。
1954年、街で最初の大学UFCが創設された。1950年から1960年にかけて、街は人口増加率100％を超える発展を遂げ、郊外エリアも発展し始めた。

## 人口動態
混血(60.0%)、白人(35.2%)、黒人(4.4%)、その他(0.4%)

## 交通

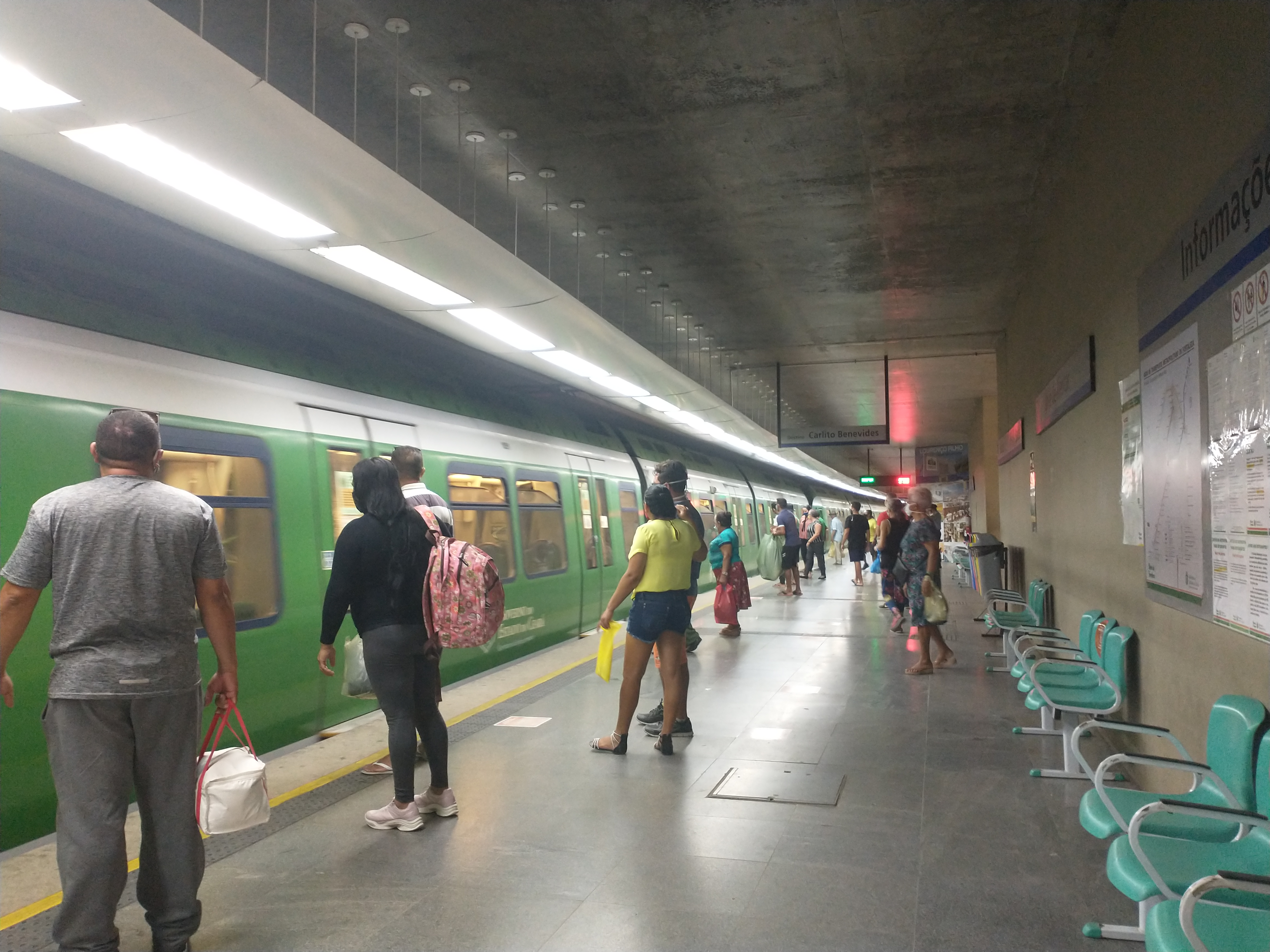

- ピント・マルチンス国際空港
- Metrofor（フォルタレザ メトロ）

## スポーツ
- フォルタレーザEC - フォルタレザを本拠地とするサッカークラブ。
- セアラーSC - 同上
- 2014 FIFAワールドカップの開催都市の一つで、スタジアムはエスタジオ・ゴヴェルナドール・プラーシド・カステロ。

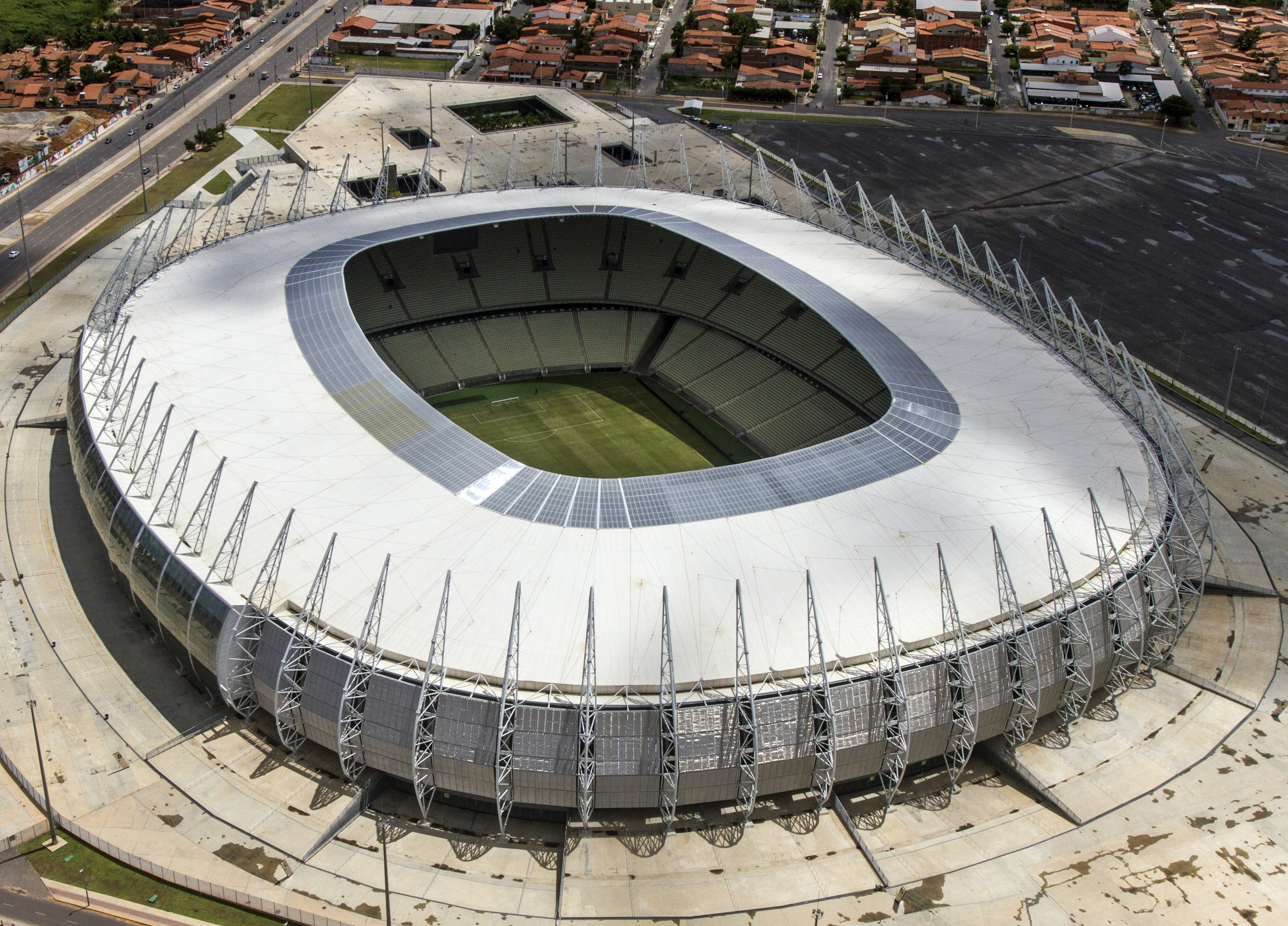
カステロ

## 気候
| フォルタレザの気候                                                                    | フォルタレザの気候 | フォルタレザの気候 | フォルタレザの気候 | フォルタレザの気候 | フォルタレザの気候 | フォルタレザの気候 | フォルタレザの気候 | フォルタレザの気候 | フォルタレザの気候 | フォルタレザの気候 | フォルタレザの気候 | フォルタレザの気候 | フォルタレザの気候 |
| 月                                                                                    | 1月                | 2月                | 3月                | 4月                | 5月                | 6月                | 7月                | 8月                | 9月                | 10月               | 11月               | 12月               | 年                 |
| ------------------------------------------------------------------------------------- | ------------------ | ------------------ | ------------------ | ------------------ | ------------------ | ------------------ | ------------------ | ------------------ | ------------------ | ------------------ | ------------------ | ------------------ | ------------------ |
| 最高気温記録 °C （°F）                                                                | 38 (100)           | 37 (99)            | 37 (99)            | 37 (99)            | 37 (99)            | 37 (99)            | 37 (99)            | 37 (99)            | 37 (99)            | 37 (99)            | 37 (99)            | 37 (99)            | 38 (100)           |
| 平均最高気温 °C （°F）                                                                | 30.5 (86.9)        | 30.1 (86.2)        | 29.7 (85.5)        | 29.7 (85.5)        | 29.1 (84.4)        | 29.6 (85.3)        | 29.5 (85.1)        | 29.1 (84.4)        | 29.2 (84.6)        | 30.5 (86.9)        | 30.7 (87.3)        | 30.7 (87.3)        | 29.87 (85.78)      |
| 日平均気温 °C （°F）                                                                  | 27.6 (81.7)        | 26.7 (80.1)        | 26.8 (80.2)        | 26.6 (79.9)        | 26.3 (79.3)        | 25.9 (78.6)        | 25.7 (78.3)        | 25.9 (78.6)        | 26.3 (79.3)        | 27.5 (81.5)        | 27.6 (81.7)        | 27.7 (81.9)        | 26.72 (80.09)      |
| 平均最低気温 °C （°F）                                                                | 24.7 (76.5)        | 23.2 (73.8)        | 23.8 (74.8)        | 23.4 (74.1)        | 23.4 (74.1)        | 22.1 (71.8)        | 21.8 (71.2)        | 22.6 (72.7)        | 23.4 (74.1)        | 24.5 (76.1)        | 24.4 (75.9)        | 24.6 (76.3)        | 23.49 (74.28)      |
| 最低気温記録 °C （°F）                                                                | 21 (70)            | 13 (55)            | 16 (61)            | 15 (59)            | 20 (68)            | 17 (63)            | 17 (63)            | 17 (63)            | 18 (64)            | 20 (68)            | 20 (68)            | 20 (68)            | 13 (55)            |
| 降水量 mm （inch）                                                                    | 129.6 (5.102)      | 215.6 (8.488)      | 338.6 (13.331)     | 348.1 (13.705)     | 226.1 (8.902)      | 160.1 (6.303)      | 91.4 (3.598)       | 31.2 (1.228)       | 22.8 (0.898)       | 15.6 (0.614)       | 13.4 (0.528)       | 49.8 (1.961)       | 1,642.3 (64.658)   |
| 平均降水日数 （≥0.1 mm）                                                              | 14                 | 18                 | 23                 | 22                 | 22                 | 16                 | 13                 | 8                  | 9                  | 6                  | 7                  | 9                  | 167                |
| % 湿度                                                                                | 78                 | 80                 | 83                 | 83                 | 82                 | 80                 | 78                 | 75                 | 74                 | 73                 | 73                 | 78                 | 78.1               |
| 平均月間日照時間                                                                      | 217.0              | 178.0              | 148.8              | 153.0              | 207.7              | 240.0              | 263.5              | 167.4              | 282.0              | 297.6              | 282.0              | 257.3              | 2,694.3            |
| 出典1：World Meteorological Organization., Hong Kong Observatory (sun only 1961-1990) |                    |                    |                    |                    |                    |                    |                    |                    |                    |                    |                    |                    |                    |
| 出典2：Weatherbase (record highs and lows, humidity)                                  |                    |                    |                    |                    |                    |                    |                    |                    |                    |                    |                    |                    |                    |

## 姉妹都市
- ニューヨーク、アメリカ合衆国
- カラカス、ベネズエラ
- マイアミビーチ、アメリカ合衆国
- モンテーゼ、イタリア
- ナタール、ブラジル
- プライア、カーボベルデ
- ラシーン、アメリカ合衆国
- サン＝ルイ、セネガル